# Nam vương Toàn cầu 2024
Nam vương Toàn cầu 2024 là cuộc thi Nam vương Toàn cầu lần thứ mười và cuộc thi lần thứ nhất thuộc quyền sở hữu của TPN Global, được tổ chức tại MCC Hall The Mall Bangkapi, Băng Cốc, Thái Lan, vào ngày 6 tháng 10 năm 2024. Daumier Corilla đến từ Philippines đăng quang ngôi vị Mister Global.

## Kết quả

### Thứ hạng
| Hạng               | Thí sinh |
| ------------------ | --- |
| Mister Global 2024 | - Philippines – Daumier Corilla |
| Á vương 1          | - Tây Ban Nha – Manuel Romo |
| Á vương 2          | - Nigeria – Favour Ogbuokiri |
| Á vương 3          | - Thái Lan – Patrick Pho-ngam Forstner |
| Á vương 4          | - Brasil – Luiz Mascarenhas |
| Top 11             | - Anh – Baltej Tattla § - Hàn Quốc – Yun Hyun Jae - Lào – Kisun Pansengmeruang - México – Bryan Vázquez - Puerto Rico – Jose Ali García - Trung Quốc – Keda Luo                                                                         |
| Top 20             | - Ấn Độ – Gemin Darin - Croatia – Carlos Wiher - Cuba – Rodolfo Fernández - Đài Loan – Ace Lin - Indonesia – Fernando Yoseph Wenur - Nam Phi – Anton Siebert - Pháp – Julien Didier - Thổ Nhĩ Kỳ – Can Tiras - Venezuela – Sergio Gómez |

- § Lọt vào vòng top 11 thông qua giành giải Mister Popular.

### Giải thưởng đặc biệt
| Giải thưởng                     | Thí sinh |
| ------------------------------- | --- |
| Best National Costume           | - Indonesia – Fernando Wenur |
| Best Video Presentation         | - Indonesia – Fernando Wenur |
| Gentlemen of the Vincent Clinic | - Taiwan – Ace Lin |
| Mister Congeniality             | - Brazil – Luiz Mascarenhas |
| Mister Vincent International    | - Brazil – Luiz Mascarenhas |
| Mister Popular Vote             | - England – Baltej Tattla - Puerto Rico – Jose Ali García - Taiwan – Ace Lin                                                                       |
| Voice for Changes               | - Nigeria – Favour Ogbuokiri - Spain – Manuel Romo - France – Julien Didier - Puerto Rico – Jose Ali García - Thailand – Patrick Pho-ngam Forstner |

## Các thí sinh
32 thí sinh dự thi.
| Quốc gia/vùng lãnh thổ | Thí sinh                  | Tuổi | Quê quán              |
| ---------------------- | ------------------------- | ---- | --------------------- |
| Anh                    | Baltej Tattla             | 26   | London                |
| Ấn Độ                  | Gemin Darin               | 28   | Pasighat              |
| Brasil                 | Luiz Mascarenhas          | 27   | São Paulo             |
| Campuchia              | Yanna Him                 | 31   | Phnom Penh            |
| Croatia                | Carlos Wiher              | 34   | Zagreb                |
| Cuba                   | Rodolfo Fernández         | 28   | Havana                |
| Cộng hòa Dominica      | Kenneth Castillo          | 29   | Santo Domingo         |
| Đài Loan               | Ace Lin                   | 28   | Taipei                |
| Ecuador                | Ariel Delgado             | 22   | Guayaquil             |
| Hàn Quốc               | Yun Hyun Jae              | 25   | Seoul                 |
| Hồng Kông              | Junyu Ye                  | 26   | Hong Kong             |
| Indonesia              | Fernando Wenur            | 26   | Manado                |
| Lào                    | Kisun Pansengmeruang      | 22   | Luang Namtha          |
| Malaysia               | Siranjivy Karpaya         | 31   | Kuala Lumpur          |
| México                 | Bryan Vázquez             | 24   | Thành phố Chihuahua   |
| Nam Phi                | Anton Siebert             | 34   | Mossel Bay            |
| Nepal                  | Yogesh Shrestha           | 25   | Bhaktapur             |
| Nigeria                | Favour Ogbuokiri          | 23   | Enugu                 |
| Pakistan               | Attaullah Gujjar          | 22   | Islamabad             |
| Panama                 | Gilberto Peñalba          | 27   | Chiriquí              |
| Pháp                   | Julien Didier             | 34   | Montpellier           |
| Philippines            | Daumier Corilla           | 28   | Las Piñas             |
| Puerto Rico            | Jose Ali García           | 25   | San Juan              |
| Sierra Leone           | Mohamed Savo Feika        | 24   | Freetown              |
| Singapore              | John Sathguru             | 29   | Singapore             |
| Sri Lanka              | Thilina Nirosha Udawatta  | 28   | Colombo               |
| Tây Ban Nha            | Manuel Romo               | 28   | Badajoz               |
| Thái Lan               | Patrick Pho-ngam Forstner | 27   | Udon Thani            |
| Thổ Nhĩ Kỳ             | Can Tiras                 | 26   | Istanbul              |
| Trung Quốc             | Keda Luo                  | 21   | Beijing               |
| Venezuela              | Sergio Gómez              | 30   | Caracas               |
| Việt Nam               | Cao Quốc Thắng            | 21   | Thành phố Hồ Chí Minh |

### Dự thi quốc tế khác
| Cuộc thi                            | Năm  | Quốc gia/vùng lãnh thổ | Thí sinh                                           | Thứ hạng       | T.k.          |
| ----------------------------------- | ---- | ---------------------- | -------------------------------------------------- | -------------- | ------------- |
| Manhunt International               | 2020 | Philippines            | Luisito Daumier Corilla                            | Top 16         |               |
| Man of the World                    | 2022 | Cộng hòa Dominica      | Kenneth Castillo                                   | Top 15         | [ 21 ] [ 22 ] |
| International Best Male Model World | 2009 | Croatia                | Carlos Alejandro Wiher Vera · (đại diện Venezuela) | Top 5          |               |
| Mister Earth International          | 2023 | Ecuador                | Ariel Steeven Bravo Delgado                        | Không đạt giải |               |
| Mister Tourism World                | 2021 | Puerto Rico            | Jose Ali García Mora                               | Á vương 1      |               |
| Mister Universe of World Peace      | 2024 | Pakistan               | Attaullah Gujjar                                   | Nam vương      |               |